# Adrianne Lenker

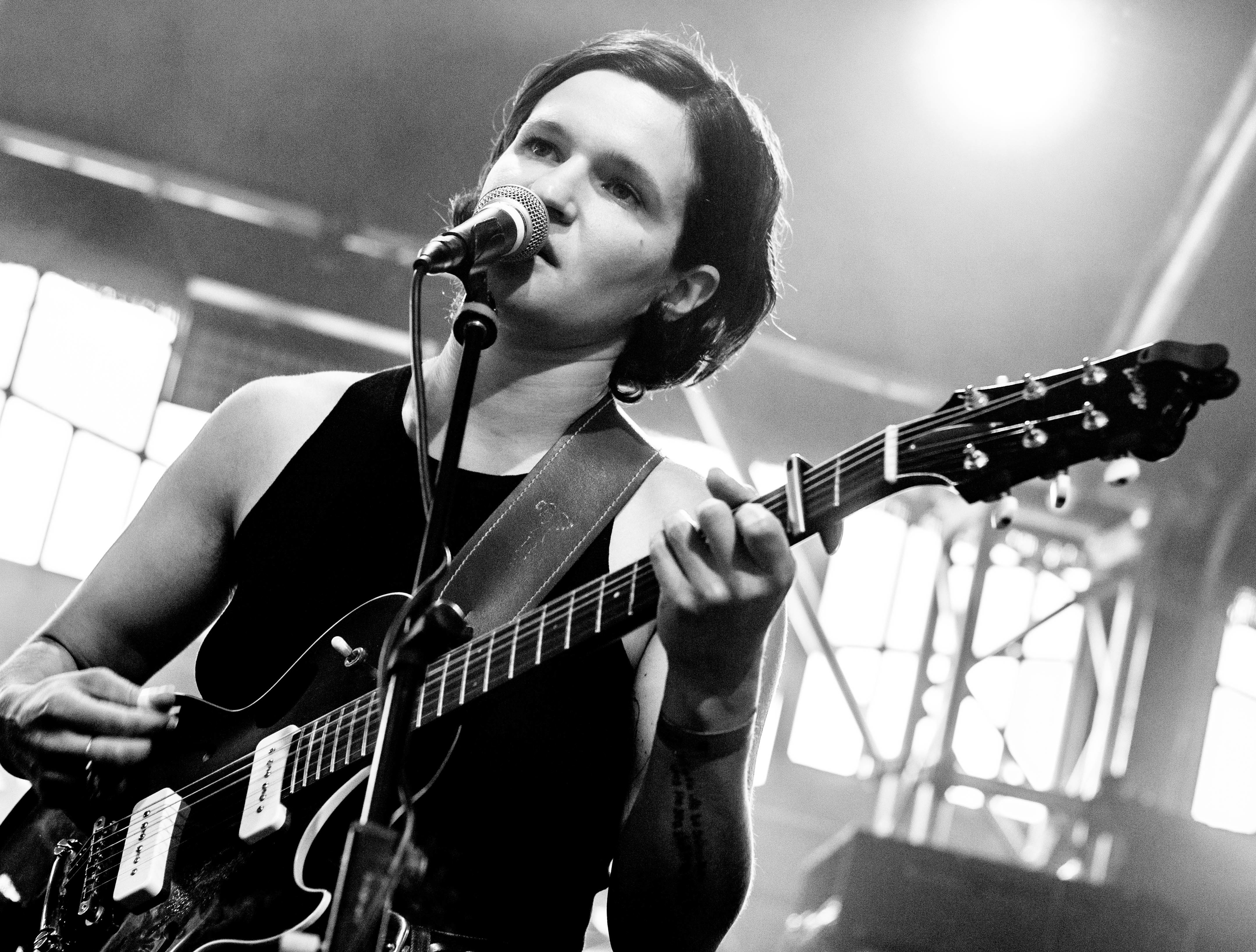
Auftritt mit Big Thief beim Haldern Pop Festival 2018

Adrianne Elizabeth Lenker (* 9. Juli 1991 in Indianapolis) ist eine US-amerikanische Folk- und Rock-Musikerin. Bekannt ist sie vor allem als Sängerin und Kopf der Band Big Thief. Parallel dazu führt sie auch eine erfolgreiche Solokarriere.

## Biografie
Adrianne Lenkers Vater brachte ihr in ihrer Kindheit bereits Gitarrespielen bei, und nach der Scheidung der Eltern, als sie 12 Jahre alt war, förderte er ihre musikalischen Ambitionen. Bereits als Teenager nahm sie zwei Alben auf. Als es mit weiteren Aufnahmen nicht klappte, musste sie ihre Musikkarriere erst einmal zurückstellen. Ohne Schulabschluss und ohne Geld bewarb sie sich bei einem Sommerprogramm des Berklee College of Music in Boston. Das führte zu einem regulären Stipendium, und 2012 machte sie ihren Abschluss in Berklee.
Danach zog sie nach New York, wo sie Buck Meek wiedertraf, der ein Kommilitone in Boston gewesen war. Sie freundeten sich an und traten als Duo auf. Gemeinsam veröffentlichten sie auch zwei EPs. 2014 unterschrieb sie beim Label Saddle Creek und veröffentlichte dort das Soloalbum Hours Were the Birds. Im Jahr darauf gründeten sie und Meek zusammen mit Bassist Max Oleartchik und Schlagzeuger James Krivchenia die Alternative-Rock-Band Big Thief. Die folgenden beiden Jahre gehörten der Band mit zwei Alben, Festivals, Touren und Fernsehauftritten.
Danach nahmen sowohl sie selbst als auch Meek sich eine Auszeit für Soloveröffentlichungen. Lenkers Album Abysskiss erreichte 2018 erstmals eine Chartplatzierung in den Indie-Charts.
Bereits im Jahr darauf folgte der Wechsel zum britischen Label 4AD und der Durchbruch von Big Thief mit den aufeinander folgenden Alben U.F.O.F. und Two Hands. Sie platzierten sich nicht nur in den USA, sondern auch in Europa. Die Band und damit auch Lenker bekamen dafür zwei Nominierungen bei den Grammy Awards. Bis zur COVID-19-Pandemie tourten sie international. Die erzwungene Pause nutzte Lenker, um sich zurückzuziehen und das Doppelalbum Songs / Instrumentals aufzunehmen. Musikalisch lag es mehr in Richtung Folk, und entsprechend gelang ihr auch der Einstieg in die US-Folkcharts.
Nach einem weiteren, wiederum sehr erfolgreichen Album mit Big Thief inklusive zwei weiteren Grammy-Nominierungen kam im Wechsel 2024 wieder ein Soloalbum heraus. Bright Future erschien im März und kam erneut in die Top 20 der Folkcharts. Es war diesmal aber auch ein internationaler Erfolg und brachte ihr in England eine Nominierung bei den BRIT Awards als International Artist of the Year. Zusätzlich erhielt sie ihre erst Solo-Nominierung bei den Grammys in der Folk-Album-Kategorie.

## Diskografie
Alben
- Stages of the Sun (2006)
- Live at the Southern (Livealbum, 2006)
- Hours Were the Birds (2014)
- Abysskiss (2018)
- Songs / Instrumentals (2020)
- I Won’t Let Go of Your Hand (EP, 2024)
- Bright Future (2024)

Lieder
- Cradle (2018)
- Symbol (2018)
- Anything (2020, UK: Silber, US: Gold)[2]
- Dragon Eyes (2020)
- Ruined (2023)
- Sadness as a Gift (2024)
- Fool (2024)
- Free Treasure (2024)

## Auszeichnungen
Grammy Awards
- Nominierungen:[3]
  - 2020: bestes Alternative-Album für U.F.O.F. (Big Thief)
  - 2021: bester Rock-Song und beste Rock-Darbietung für Not (Big Thief)
  - 2023: bestes Alternative-Album für Dragon New Warm Mountain I Believe in You (Big Thief) und beste Alternative-Darbietung für Certainty (Big Thief)
  - 2025: bestes Folk-Album für Bright Future (solo)

Brit Awards
- Nominierung:
  - 2025: International Artist of the Year